# Anghel Iordănescu
Anghel Iordănescu (Boekarest, 4 mei 1950) is een Roemeens voormalig voetballer en voetbaltrainer. Iordănescu won als speler en trainer de Europacup I, de Europese Supercup en tweemaal de Asian Club Championship / AFC Champions League.

## Spelerscarrière
Anghel Iordănescu groeide in de jaren 1970 uit tot een van de bekendste spelers uit de geschiedenis van Steaua Boekarest. Hij was een makkelijk scorende en dribbelvaardige schaduwspits of aanvallende middenvelder. Hij scoorde in zijn carrière 146 competitiedoelpunten voor Steaua en is daarmee, wat betreft competitiedoelpunten, topscorer aller tijden van de club.
Iordănescu veroverde in zowel 1976 als 1978 de landstitel. Daarnaast won hij met Steaua ook vier keer de Roemeense beker. In 1982 werd hij ook topscorer in de Divizia A. Datzelfde jaar ruilde de toen 32-jarige aanvaller Steaua in voor OFI Kreta. Hij voetbalde twee seizoenen voor de Griekse club en keerde daarna als hulptrainer en speler terug bij Steaua. Als assistent van hoofdtrainer Emerich Jenei hielp hij de Roemeense club in 1986 naar de finale van de Europacup I. In die finale, waarin FC Barcelona na strafschoppen verslagen werd, mocht de inmiddels 36-jarige Iordănescu na 72 minuten invallen.

### Nationale ploeg
In 1971 werd Iordănescu voor de eerste keer geselecteerd voor het Roemeens voetbalelftal. Hij zou in totaal 57 keer voor zijn land in actie komen. Iordănescu slaagde er met Roemenië nooit in om zich te kwalificeren voor de eindronde van een EK of WK.

## Trainerscarrière
Na het winnen van de Europacup I in 1986 ging trainer Emerich Jenei aan de slag als bondscoach van Roemenië. Iordănescu werd daardoor gepromoveerd tot hoofdtrainer van Steaua.
Onder zijn leiding werd Steaua drie keer op rij kampioen. In februari 1987 veroverde het ook de Europese Supercup na een nipte zege tegen Dinamo Kiev. In 1988 loodste Iordănescu, die in zijn selectie onder meer over de Roemeense sterspeler Gheorghe Hagi beschikte, zijn team naar de halve finale van de Europacup I. Een jaar later bereikte Steaua ook de finale, waarin het uiteindelijk met 4–0 zou verliezen van AC Milan.
In 1990 vertrok de trainer voor twee seizoenen naar het Cypriotische Anorthosis Famagusta. Nadien keerde hij terug naar Steaua Boekarest. Tijdens zijn tweede periode als hoofdtrainer loodste hij de Roemeense club naar een nieuwe landstitel en de kwartfinale van de Europacup II.
In 1993 volgde hij Cornel Dinu op als bondscoach van Roemenië. Iordănescu kwalificeerde zich met zijn land voor het WK 1994 in de Verenigde Staten. Op dat toernooi leverde Roemenië zijn beste WK-prestatie ooit af door de kwartfinale te bereiken. Roemenië won in de tweede ronde van Argentinië met 3–2. In de daaropvolgende kwartfinale werd Roemenië na strafschoppen uitgeschakeld door Zweden.
In de volgende jaren loodste Iordănescu zijn land ook naar het EK 1996 in Engeland en het WK 1998 in Frankrijk. Desondanks kreeg hij als bondscoach steeds meer kritiek te verduren. Nadat Roemenië op het WK 1998 door Kroatië werd uitgeschakeld, diende hij zijn ontslag in. Vervolgens werd hij bondscoach van Griekenland. Omdat hij zich met zijn nieuwe selectie niet wist te kwalificeren voor het EK 2000 in België en Nederland werd hij in 1999 ontslagen. Hij had de Griekse ploeg slechts zeven officiële duels onder zijn hoede.
Iordănescu werd nadien hoofdtrainer van het Saoedische Al-Hilal. Hij veroverde met de club een landstitel en de Asian Club Championship, de voorloper van de AFC Champions League. In 2000 keerde hij terug naar Boekarest, waar hij ditmaal trainer werd van Rapid Boekarest. Na drie maanden werd hij al ontslagen, waarop hij aan de slag ging bij Al Ain in de Verenigde Arabische Emiraten.
Inmiddels had zijn vroegere sterspeler Hagi het tot bondscoach van Roemenië geschopt. Toen hij er niet in slaagde om zich met de nationale ploeg te kwalificeren voor het WK 2002 werd Iordănescu naar voren geschoven als zijn opvolger. Maar ook onder hem presteerde het team niet goed. Roemenië kon zich niet kwalificeren voor het EK 2004. Desondanks behield de Roemeense voetbalbond het vertrouwen, maar Roemenië kwam onder Iordănescu ook slecht voor de dag in de kwalificatiecampagne voor het WK 2006. Na een slechte prestatie tegen Armenië werd hij ontslagen.
Hij keerde vervolgens terug naar Saoedi-Arabië, waar hij hoofdtrainer werd van Ittihad. Hij won er zowel de Aziatische als Arabische Champions League. In 2006 werd hij ontslagen na een gelijkspel tegen Al-Ettifaq. Nadien was hij opnieuw enkele maanden coach van Al Ain alvorens een punt te zetten achter zijn trainerscarrière.
In oktober 2014 onderbrak de 64-jarige Iordănescu zijn pensioen om voor de derde keer bondscoach van Roemenië te worden. Onder zijn leiding kwalificeerde het land zich voor het EK 2016 in Frankrijk. Roemenië strandde hierop in de groepsfase na verliespartijen tegen Frankrijk (2–1) en Albanië (0–1) en een gelijkspel tegen Zwitserland (1–1). Na afloop van het toernooi legde Iordănescu zijn functie neer.

## Erelijst
Als speler
 Steaua Boekarest
- Divizia A (2): 1975/76, 1977/78
- Cupa României (4): 1969/70, 1970/71, 1975/76, 1978/79
- Europacup I (1): 1985/86

 Roemenië
- Balkan Cup (1): 1980

Individueel
- Topscorer Divizia A (1): 1981/82

Als trainer
 Steaua Boekarest
- Divizia A (4): 1986/87, 1987/88, 1988/89, 1992/93
- Cupa României (2): 1986/87, 1988/89
- Europese Supercup (1): 1986

 Al-Hilal
- Asian Club Championship (1): 1999/00
- Saudi Crown Prince Cup (1): 1999/00

 Al Ain
- UAE President's Cup (1): 2001

 Ittihad
- AFC Champions League (1): 2005
- Arabian Champions League (1): 2005